# شیروانه‌ده
شیروانه‌ ده یکی از روستاهای استان آذربایجان شرقی است که در دهستان عباس غربی بخش تیکمه‌داش شهرستان بستان‌آباد واقع شده‌ است .

## جمعیت
این روستا دارای ۴۰۰ خانوار میباشد، دارای ارتفاعی زیاد و طبیعتی زیبا و سرد است.